# Уилсон, Чарльз Несбитт
Чарльз Несбитт (Чарли) Уилсон (англ. Charles Nesbitt «Charlie» Wilson) (1 июня 1933 — 10 февраля 2010) — морской офицер, конгрессмен США. С 1973 по 1997 представлял в Конгрессе 2-й избирательный округ от штата Техас. Известен тем, что в начале 80-х годов организовал финансирование самой крупной тайной операции ЦРУ, в рамках которой поставлялось оружие афганским моджахедам во время Афганской войны (Операция «Циклон»).

## Биография
Чарльз Несбитт Уилсон родился 1 июня 1933 года в Тринити (штат Техас) в семье бухгалтера Чарльза Эдвина Уилсона и флориста Уилмут Уилсон. Его младшая сестра Шэрон — бывший председатель американского отделения IPPF и Международной федерации планирования семьи. Обучался в Университете Сэма Хьюстона, получил степень бакалавра в Морской академии США. Служил на флоте в ранге лейтенанта.
В 1956-60 годах занимался бизнесом по производству пиломатериалов. В 1960 году Уилсон избирается в законодательное собрание штата Техас. С 1973 года до 8 октября 1996 года был представителем 2-го избирательного округа штата Техас в нижней палате Конгресса США.
10 февраля 2010, в возрасте 76 лет, скончался от сердечного приступа в госпитале в Техасе. Погребён на Арлингтонском национальном кладбище в Вирджинии.

## Операция «Циклон»
В интервью Би-би-си Чарльз Уилсон сказал:

Я был возмущен советским вторжением в небольшую и, очевидно, беззащитную страну. Вторжение было очень грубым.

Я пришел к выводу, что:

1) афганцы очень хорошие воины

2) они решились воевать не на жизнь, а насмерть.
Я посетил госпитали (в Пакистане). Посещение госпиталей еще более укрепило мое желание нанести ущерб Советам.

…

Красная Армия была побеждена, и она была побеждена неграмотными и босоногими воинами, кочевниками и пастухами.
Оригинальный текст (англ.)I was outraged by Soviet invasion of a small country that was apparently defenseless. A very harsh invasion.

I came to the conclusion that 

1)	Afghans were very good warriors;

2)	That they themselves have made a decision to fight to the death
I visited hospitals (in Pakistan). Visiting hospitals certainly made me even more passionate about doing damage to the Soviets.

...

The Red Army was defeated and it was defeated by warriors who were barefooted and illiterate, mostly tribesmen and shepherds.

Генерал-полковник Громов, последний командующий 40-й армией (руководил выводом войск из Афганистана), в своей книге «Ограниченный контингент» высказал мнение о том, что перед советскими войсками никто и никогда не ставил задачу одержать в Афганистане военную победу .
С другой стороны,  генерал-майор Евгений Никитенко, в 1985—1987 годах заместитель начальника оперативного отдела штаба 40-й армии отмечал, что на протяжении всей войны СССР преследовал неизменные цели — подавление сопротивления вооружённой оппозиции и укрепление власти афганского правительства.